# 八木亀三郎
八木 亀三郎（やぎ かめさぶろう、1863年〈文久3年〉12月- 1938年〈昭和13年〉7月）は、明治から昭和初期にかけての日本の実業家であり、1938年（昭和13年）まで存在した八木商店の経営者、北洋漁業の先駆者として知られる。愛媛県今治市に残る八木商店本店店舗は登録有形文化財に登録されている。

## 生涯
伊予松山藩（現在の愛媛県今治市）生まれ。1863年（文久3年）に波止浜塩田で製塩・塩廻船業を営む八木友蔵（升屋友蔵）の長男として生まれ、1877年（明治10年）に分家独立した後に水産業に進出、1893年（明治26年）にニコライエフスクに拠点を構え、当時の実業界からは日露貿易・北洋漁業の先駆者の一人と目されていた。
伊予財界の有力者でもあり、1900年（明治33年）には今治商業銀行（伊予銀行の前身の一つ）の頭取、1912年（大正元年）には今治瓦斯（四国ガスの前身の一つ）の初代社長に就任、「波止浜の長者」とも評された。
1918年（大正7年）に経営していた八木商店を株式会社化（登記上の商号は株式会社八木本店）し、長男の八木実通とともに事業の拡大を図る。実通も経営者としての才覚を持ち合わせており、1923年（大正12年）には八木商店が所有していた樺太丸を蟹工船に改造、他社の蟹工船が300トン程度の小型船だった中、3000トン級の樺太丸を蟹工船に仕立てて投入したことは注目を浴びた。1924年（大正13年）から1927年（昭和2年）の間、八木商店の蟹工船による缶詰生産量は日本一だった。
昭和に入ってからは鮭鱒工船漁業にも挑戦したが、1934年（昭和9年）に八木実通が49歳の若さで病死、中心人物を失った八木商店は水産業から撤退、亀三郎も1938年（昭和13年）7月に東京渋谷の自宅で亡くなり（享年74歳）、同年に八木商店も解散する。

## 八木商店本店店舗
愛媛県今治市に残る八木商店本店店舗は、1918年（大正7年）に完成したものだが、蟹工船漁業の成功を受け、蟹御殿とも呼ばれた。なお、同店舗の建築当時、八木商店はまだ蟹工船漁業に参入しておらず、建築費用はサケ漁や海運業によって得た物である。
八木亀三郎の死後、1939年（昭和14年）に合資会社藤高商店（タオルメーカーの藤高の前身）の藤高豊作に売却され、2018年（平成30年）から藤高の子会社である藤高興産株式会社の管理の下、八木商店本店資料館として一般公開されている。
2021年（令和3年）、登録有形文化財に登録される。